# Between the Hard Place and the Ground
Between the Hard Place and the Ground è il settimo album della carriera solistica di Mike Bloomfield che fu pubblicato dalla Takom Records nel 1979 e prodotto da Norman Dayron, il disco fu registrato all' "Old Walford" di San Francisco (California) circa 1977.
Nel 1995 l'etichetta Magnum America Records pubblicò un CD con lo stesso titolo e contenente tredici brani, ma non ha alcuna relazione con l'album live qui
descritto.

## Tracce
Lato A
1. Lights Out – 1:44 (Little Walter)
2. Between the Hard Place and the Ground – 3:37 (Mike Bloomfield)
3. Big Chief from New Orleans – 6:15 (Mike Bloomfield)
4. Kid Man Blues – 4:50

Lato B
1. Orphan's Blues – 5:06 (Robert Brown)
2. Juke Joint – 7:00
3. Your Friends – 6:45 (Deadric Malone)

## Musicisti
- Mike Bloomfield - voce (brani A1, A2, A3, A4, B1 & B2)
- Mike Bloomfield - chitarra (brani A1, A2, A3, A4, B1, B2 & B3)
- Barry Goldberg  - pianoforte  (brano A1)
- Barry Goldberg  - organo (brani A2, B1 & B3)
- Ira Kamin           - organo (brano A1)
- Ira Kamin           - pianoforte (brani A3 & A4)
- Mark Naftalin   - pianoforte (brani A2, B1, B2 & B3)
- Mark Adams          - armonica (brano B1)
- "The Originals"     - sassofono baritono, sassofono tenore
- Roger Troy          - basso (brani A1, A2, B1, B2 & B3)
- Roger Troy          - voce (brano B3)
- Doug Kilmer         - basso (brano A3 & A4)
- Bob Jones           - batteria (brani A1, A2, A3, A4, B1, B2 & B3)
- Anna Rizzo          - accompagnamento vocale
- Bill McEuen         - accompagnamento vocale
- Mary Stripling      - accompagnamento vocale
- David Shorey        - accompagnamento vocale
- Betsy Rice          - accompagnamento vocale
- Sophie Kamin        - accompagnamento vocale